# Aespa
aespa(에스파)는 대한민국의 4인조 다국적 걸그룹이다. SMCU 프로젝트의 첫 주자이며, 프로젝트 내에서 독립적인 세계관으로 이야기를 펼치고 있다.
그룹 이름인 ‘aespa’는 “Avatar X Experience”를 표현한 ‘æ’와 ‘양면’을 뜻하는 ‘aspect’를 합친 조어이며 ‘자신의 또 다른 자아인 아바타 ae를 만나며 새로운 세계를 경험하게 된다’라는 독창적인 세계관을 모티브로 활동한다.
팬덤명 ‘MY’는 ‘나의 소중한 친구’를 뜻하는 ‘my precious friends’에서 유래했으며, 가상 세계에서 가장 소중한 존재를 나타낸다

## 개요
SM 엔터테인먼트에서 레드벨벳 이후로 6년 만의 신인 걸그룹으로 2020년 11월 17일에 싱글 〈Black Mamba〉로 데뷔하였다. 구성원으로는 한국인 2명(카리나, 윈터), 일본인 1명(지젤), 중국인(닝닝) 1명으로 구성되어 있다

그룹 이름인 ‘aespa’는 “Avatar X Experience”를 표현한 ‘æ’와 ‘양면’을 뜻하는 ‘aspect’를 합친 조어이며 ‘자신의 또 다른 자아인 아바타 ae를 만나며 새로운 세계를 경험하게 된다’라는 세계관을 기반으로 활동한다. 팬덤명 ‘MY’는 영어고 ‘나의 소중한 친구’를 뜻하는 ‘my precious friends’에서 유래했으며 가상세계에서 가장 소중한 존재를 나타내는 단어이다.
이 독창적인 컨셉트의 기원, 멤버들에게는 가상세계 ‘FLAT’에서 인터넷 상의 자신을 본 뜬 ‘또 다른 자신’인 아바타 ‘æ’(아이)가 존재하고 있다. 멤버와 æ는 ‘SYNK’를 통해서 서로를 연결할 수 있는 것 외에, ‘P.O.S’라고 불리는 싱크 홀을 통하는 것으로 현실 세계와 가상 세계를 오고 가는 ‘REKALL’을 할 수가 있다.
FLAT의 맞은편에는 형태가 정해지지 않거나 무한의 영역인 ‘KWANGYA'(광야, 曠野)가 펼쳐져 있다.

## 활동

### 2020년: 데뷔, 《Black Mamba》
11월 17일, 디지털 싱글 《Black Mamba》로 데뷔했다. 에스파는 SM 엔터테인먼트가 레드벨벳 이후 6년 만에 발표한 여자 그룹이기 때문에 많은 주목을 받았다. 발매 후 하루 만에 앨범이 95개국의 음원차트에 진입하는 성과를 얻었다. 유튜브 공개 24시간만에 2140만 조회수를 달성하여, 달라달라를 갱신한 신기록을 세웠다. 11월 2주차 아이돌차트 '아차랭킹'에서 에스파는 14위로 진입했다. 12월에는 걸그룹 브랜드평판 빅데이터를 분석한 결과 3위에 올랐다. 이 곡은 빌보드 글로벌 100 차트에 오르면서, K팝 데뷔곡 중 최고 순위를 달성했다.
11월 21일 KBS2 뮤직뱅크에서 'Black Mamba'로 첫 무대를 선보였다.
12월 31일에는 MBC 가요대제전 'THE MOMENT'에서 공연을 펼쳤다.
하지만 데뷔 초기에 추측성 루머로 인한 과거사 논란이 퍼지면서 타격을 입었다. 또 아바타를 도입했다는 사실에 대해서는 혁신적인 AI와 아바타 기술을 도입했다는 평가도, 우려의 목소리도 있었다.

### 2021년: 《Forever (약속)》, 《Next Level》, 《Savage》, 《Dreams Come True》
데뷔 2개월도 되지 않은 1월 1일에 'SMTOWN LIVE' 무대에 섰다.
1월 17일, SBS 인기가요에서 데뷔 후 처음으로 음악방송 1위를 수상했다.
1월 31일, 트레저, 엔하이픈과 함께 서울가요대상 신인상을 수상했다.
2월 5일, 2번째 싱글 《Forever (약속)》을 발매했다. 원곡은 유영진이 2000년에 발매한 곡이다. 이를 통해 '월드 디지털송 세일즈' 11위에 올랐다.
5월 17일, 3번째 싱글 앨범 《Next Level》을 발매했다.
10월 5일, 첫 미니 앨범 《Savage》를 발표했다. 빌보드 차트 20위에 들어서 한국 걸그룹 역사상 최초로 빌보드 20위를 달성한 걸그룹이 되었다.
12월 20일, S.E.S의 데뷔 20여년을 기념해 《Dreams Come True》를 리메이크해 발표했으며, 발매 7일 만에 24개의 차트에 올랐다.

### 2022년: 《Life's Too Short》, 《Girls》
4월 24일, 미국 코첼라에 초청받아 무대를 진행했다. 해당 무대에서 미공개 신곡 ‘Life’s too short’를 선보였다.
5월 2일, 서울 경복고등학교에서 불상의 남성들이 멤버들을 성희롱하고 무대에서 난동을 부렸다고 보는 사건이 일어났다.
5월 26일, 고려대와 한양대 축제에서 공연을 진행했다.
7월 8일, 2번째 미니 앨범 《Girls》로 컴백했다.

### 2023년: 《My World》, 《Drama》
3월 14일 보그 차이나의 In The Bag 영상에 출연하였을 때 멤버 닝닝은 평소에 본인이 가방에 들고 다니는 물건들을 소개하며 "오른쪽 눈이 시력이 좋지 않아서 어렸을 적에 수술을 받았다. 오른쪽 눈으로 거의 아무것도 볼 수 없다"라고 고백했으며, 눈이 건조해지지 않도록 보호하기 위해 안약을 가지고 다닌다고 덧붙였다. 연습생 시절 가시아메바 각막염에 감염되어서 중국으로 급히 돌아가 눈 치료를 받았다고 한다. 다만, 해당 병명은 외신의 추측일 뿐, 사실 확인은 되지 않은 것으로 전해졌다.
5월 8일, 3번째 미니 앨범 《My World》를 발매하고 컴백했다.
8월 18일, 영어 싱글 《Better Things》를 발표했다.
11월 10일, 4번째 미니 앨범 《Drama》를 발매하고 컴백했다.

### 2024년: 《Armageddon》, 《Whiplash》
5월 27일, 1번째 정규 앨범 《Armageddon》를 발매하고 컴백했다.
10월 21일, 5번째 미니 앨범 《Whiplash》를 발매하고 컴백했다.

### 2025년: 《Dirty Work》, 《Rich Man》
6월 27일, 1번째 싱글 앨범 《Dirty Work》를 발매하고 컴백했다.
9월 5일, 6번째 미니 앨범 《Rich Man》를 발매하고 컴백을 앞두고 있다.

## 구성원
| 이름   | 정보 |
| ------ | --- |
| 카리나 | - 본명 : 유지민 - 생년월일 : 2000년 4월 11일(25세) - 출생지 : 대한민국 경기도 수원시 팔달구 지동 - 활동기간 : 2020년 11월 17일 ~ 현재                                   |
| 지젤   | - 본명 : 内永 えり (우치나가 애리, Aeri Uchinaga) - 생년월일 : 2000년 10월 30일(24세) - 출생지 : 대한민국 서울특별시 강남구 신사동 - 활동기간 : 2020년 11월 17일 ~ 현재 |
| 윈터   | - 본명 : 김민정 - 생년월일 : 2001년 1월 1일(24세) - 출생지 : 대한민국 경상남도 양산시 - 활동기간 : 2020년 11월 17일 ~ 현재                                              |
| 닝닝   | - 본명 : 宁艺卓 (닝이줘, Níng Yìzhuó) - 생년월일 : 2002년 10월 23일(22세) - 출생지 : 중화인민공화국 헤이룽장성 하얼빈시 - 활동기간 : 2020년 11월 17일 ~ 현재            |

## 음반

### 정규 음반
- 《Armageddon》 (2024년 5월 27일)

### 리패키지 음반
- 《SYNK：Parellel Line》(2024년 10월 9일)

### EP
- 《Savage》 (2021년 10월 5일)
- 《Girls》 (2022년 7월 8일)
- 《My World》 (2023년 5월 8일)
- 《Drama》 (2023년 11월 10일)
- 《Whiplash》 (2024년 10월 21일)
- 《Rich Man》 (2025년 9월 5일)

### 싱글
- 《Dirty Work》 (2025년 6월 27일)

### 디지털 싱글
- 《Black Mamba》 (2020년 11월 17일)
- 《Forever (약속)》 (2021년 2월 5일)
- 《Next Level》 (2021년 5월 17일)
- 《Life's Too Short》 (2022년 6월 24일)
- 《Better Things》 (2023년 8월 18일)
- 《시대유감》 (2024년 1월 15일)

### 참여 음반
- 《Dreams Come True》 (2021년 12월 20일)

## 노래방 수록
| 곡명                         | 번호  | 번호  | 번호            |
| 곡명                         | 금영  | 태진  | JW 엔터테인먼트 |
| ---------------------------- | ----- | ----- | --------------- |
| Black Mamba                  | 22347 | 75957 | 59322           |
| Forever (약속)               | 23018 | 76375 |                 |
| Next Level                   | 23009 | 76842 | 50152           |
| Next Level (Habstrakt Remix) | 23255 | 80438 |                 |
| aenergy                      |       | 80528 |                 |
| Savage                       | 28593 | 80527 |                 |
| YEPPI YEPPI                  |       | 80533 |                 |
| ICONIC                       |       | 80574 |                 |
| 자각몽 (Lucid Dream)         |       | 80534 |                 |

## 음반 외 목록

### 예능
- MBC every1 《주간 아이돌》 - 2021년 5월 26일 방송분 출연
- JTBC 《아는 형님》 - 2021년 6월 5일 방송분 출연
- tvN 《놀라운 토요일》 - 2021년 10월 9일 방송분 출연 (카리나, 윈터)
- JTBC 《아는 형님》 - 2021년 10월 23일 방송분 출연
- JTBC 《K-909》 - 2023년 5월 13일 방송분 출연
- JTBC 《아는 형님》 - 2023년 6월 10일 방송분 출연(카리나, 윈터, 닝닝)
- JTBC 《아는 형님》- 2023년 11월 18일 방송분 출연(완전체 출연)
- tvN 《놀라운 토요일- 도레미마켓》 - 2024년 5월 18일 방송분 출연 (완전체 출연)

### 드라마
- 웹드라마 《광야로 걸어가 2023》 - 2023년 7월 28일 ~ (2회, 특별출연)

### CF
- 아이더 (쌈디 목소리 출연)
- 메디힐
- KB국민은행
- 롯데칠성음료 탐스 제로

## 수상 목록

### 가요 프로그램 1위
| 연도             | 수상 내역 (총 40회) |
| ---------------- | --- |
| 2021년 (총 10회) | - Black Mamba (총 1회) - 1월 17일 SBS 《SBS 인기가요》 1위 - Next Level (총 1회) - 7월 25일 SBS 《SBS 인기가요》 1위 - Savage (총 8회) - 10월 13일 MBC M 《쇼 챔피언》 챔피언 송 - 10월 15일 KBS2 《뮤직뱅크》 K-Chart 1위 - 10월 16일 MBC 《쇼! 음악중심》 1위 - 10월 17일 SBS 《SBS 인기가요》 1위 - 10월 23일 MBC 《쇼! 음악중심》 1위 (2주 연속) - 10월 24일 SBS 《SBS 인기가요》 1위 (2주 연속) - 10월 26일 SBS MTV 《더 쇼》 더 쇼 초이스 - 12월 5일 SBS 《SBS 인기가요》 1위 (트리플 크라운) |
| 2022년 (총 2회)  | - Girls (총 2회) - 7월 20일 MBC M 《쇼 챔피언》 챔피언 송 - 7월 21일 Mnet 《엠카운트다운》 1위 |
| 2023년 (총 5회)  | - Spicy (총 4회) - 5월 18일 Mnet 《엠카운트다운》 1위 - 5월 19일 KBS2 《뮤직뱅크》 K-Chart 1위 - 5월 20일 MBC 《쇼! 음악중심》 1위 - 5월 21일 SBS 《SBS 인기가요》 1위 - Drama (총 1회) - 11월 26일 SBS 《SBS 인기가요》 1위 |
| 2024년 (총 20회) | - Drama (총 2회) - 1월 7일 SBS 《SBS 인기가요》 1위 (통산 2주) - 1월 14일 SBS 《SBS 인기가요》 1위 (트리플 크라운) - Supernova (총 8회) - 5월 23일 Mnet 《엠카운트다운》1위 - 5월 25일 MBC 《쇼! 음악중심》 1위 - 5월 26일 SBS 《SBS 인기가요》 1위 - 5월 30일 Mnet 《엠카운트다운》1위 (2주 연속) - 6월 1일 MBC 《쇼! 음악중심》 1위 (2주 연속) - 6월 14일 KBS2 《뮤직뱅크》 K-Chart 1위 - 6월 16일 SBS 《SBS 인기가요》 1위 (2주 연속) - 6월 23일 SBS 《SBS 인기가요》 1위 (트리플 크라운) - Armageddon (총 4회) - 6월 5일 MBC M 《쇼 챔피언》 챔피언 송 - 6월 6일 Mnet 《엠카운트다운》1위 - 6월 13일 Mnet 《엠카운트다운》1위 (2주 연속) - 6월 20일 Mnet 《엠카운트다운》 1위 (트리플 크라운) - Whiplash (총 6회) - 10월 30일 MBC M 《쇼 챔피언》 챔피언 송 - 11월 1일 KBS2 《뮤직뱅크》 K-Chart 1위 - 11월 17일 SBS 《SBS 인기가요》 1위 - 11월 24일 SBS 《SBS 인기가요》 1위 (2주 연속) - 11월 30일 MBC 《쇼! 음악중심》 1위 - 12월 1일 SBS 《SBS 인기가요》 1위 (트리플 크라운) |
| 2025년 (총 4회)  | - Dirty Work (총 4회) - 7월 6일 SBS 《SBS 인기가요》 1위 |

### 시상식
| 연도 | 시상식                          | 후보 부문                           | 수상 결과 |
| ---- | ------------------------------- | ----------------------------------- | --------- |
| 2021 | 제10회 가온차트 뮤직 어워즈     | 올해의 신인상                       | 수상      |
| 2021 | 제30회 하이원 서울가요대상      | 여자 신인상                         | 수상      |
| 2021 | 제6회 아시아 아티스트 어워즈    | 가수부문 핫트렌드상                 | 수상      |
| 2021 | 제6회 아시아 아티스트 어워즈    | 가수부문 신인상                     | 수상      |
| 2021 | 제6회 아시아 아티스트 어워즈    | 올해의 스테이지상                   | 수상      |
| 2021 | 제13회 멜론 뮤직 어워드         | 여자 신인상                         | 수상      |
| 2021 | 제13회 멜론 뮤직 어워드         | TOP10                               | 수상      |
| 2021 | 제13회 멜론 뮤직 어워드         | 베스트 여자 그룹상                  | 수상      |
| 2021 | 제13회 멜론 뮤직 어워드         | 올해의 레코드상                     | 수상      |
| 2021 | 제23회 엠넷 아시안 뮤직 어워드  | 여자 신인상                         | 수상      |
| 2021 | 제23회 엠넷 아시안 뮤직 어워드  | 베스트 댄스 퍼포먼스 여자 그룹      | 수상      |
| 2022 | 제36회 골든디스크 어워즈        | 여자 신인상(스테이씨 공동 수상)     | 수상      |
| 2022 | 제36회 골든디스크 어워즈        | 코스모폴리탄 아티스트상             | 수상      |
| 2022 | 제36회 골든디스크 어워즈        | 디지털 음원 부문 본상               | 수상      |
| 2022 | 제36회 골든디스크 어워즈        | artist of the year                  | 수상      |
| 2022 | 제31회 《하이원 서울가요대상》  | 본상                                | 수상      |
| 2022 | 제11회 《가온차트 뮤직 어워즈》 | 올해의 월드 루키상                  | 수상      |
| 2022 | 제34회 《한국PD대상》           | 출연자상 가수                       | 수상      |
| 2023 | 제32회 《하이원 서울가요대상》  | 본상                                | 수상      |
| 2023 | 30주년 한터뮤직 어워즈 2022     | 본상                                | 수상      |
| 2023 | 《써클차트 뮤직 어워즈》        | 올해의 가수상 음원 부문, 2022년 7월 | 수상      |
| 2023 | 제6회 더 팩트 뮤직 어워즈       | 올해의 아티스트상                   | 수상      |
| 2023 | 제6회 더 팩트 뮤직 어워즈       | 월드와이드 아이콘상                 | 수상      |
| 2023 | 제15회 멜론뮤직어워즈           | TOP 10                              | 수상      |
| 2023 | 제15회 멜론뮤직어워즈           | 여자 부문 베스트 퍼포먼스상         | 수상      |
| 2023 | 제15회 멜론뮤직어워즈           | 밀리언스 TOP 10                     | 수상      |
| 2023 | 제15회 멜론뮤직어워즈           | 글로벌 아티스트상                   | 수상      |
| 2024 | 하이원 서울가요대상             | 본상                                | 수상      |
| 2024 | 대한민국 퍼스트브랜드 대상      | 여자아이돌 부문                     | 수상      |
| 2024 | 써클차트 뮤직 어워즈            | 유니크 리스너 부문 올해의 가수상    | 수상      |
| 2024 | 31주년 한터뮤직어워즈 2023      | 글로벌 제너레이션상                 | 수상      |
| 2024 | 31주년 한터뮤직어워즈 2023      | 베스트 트렌드 리더상                | 수상      |
| 2024 | 31주년 한터뮤직어워즈 2023      | 올해의 아티스트 본상                | 수상      |
| 2024 | 2024 K월드 드림 어워즈          | K월드 드림 베스트 아티스트상        | 수상      |
| 2024 | 2024 K월드 드림 어워즈          | K월드 드림 본상                     | 수상      |
| 2024 | 2024 K월드 드림 어워즈          | K월드 드림 베스트 뮤직비디오상      | 수상      |
| 2024 | 코리아 그랜드 뮤직 어워드       | 베스트 송상                         | 수상      |
| 2024 | 코리아 그랜드 뮤직 어워드       | 2024 그랜드 송상                    | 수상      |
| 2024 | 코리아 그랜드 뮤직 어워드       | 2024 그랜드 아너스 초이스상         | 수상      |
| 2024 | 엠넷 아시안 뮤직 어워즈         | 팬스 초이스상                       | 수상      |
| 2024 | 엠넷 아시안 뮤직 어워즈         | 베스트 여자 그룹상                  | 수상      |
| 2024 | 엠넷 아시안 뮤직 어워즈         | 베스트 코레오그래피 퍼포먼스 그룹상 | 수상      |
| 2024 | 엠넷 아시안 뮤직 어워즈         | 베스트 댄스 퍼포먼스상              | 수상      |
| 2024 | 엠넷 아시안 뮤직 어워즈         | 베스트 뮤직 비디오상                | 수상      |
| 2024 | 엠넷 아시안 뮤직 어워즈         | 비자 송 오브 더 이어상              | 수상      |
| 2024 | 멜론 뮤직 어워드                | TOP10                               | 수상      |
| 2024 | 멜론 뮤직 어워드                | 베스트 여자 그룹상                  | 수상      |
| 2024 | 멜론 뮤직 어워드                | 베스트 퍼포먼스 여자 그룹상         | 수상      |
| 2024 | 멜론 뮤직 어워드                | 밀리언스 TOP10                      | 수상      |
| 2024 | 멜론 뮤직 어워드                | 카카오뱅크 올해의 앨범상            | 수상      |
| 2024 | 멜론 뮤직 어워드                | 올해의 베스트송상                   | 수상      |
| 2024 | 멜론 뮤직 어워드                | 올해의 아티스트상                   | 수상      |
| 2025 | 한터뮤직어워즈                  | 올해의 아티스트 본상                | 수상      |
| 2025 | 한터뮤직어워즈                  | 베스트 아티스트상                   | 수상      |
| 2025 | 한터뮤직어워즈                  | 대상                                | 수상      |
| 2025 | 제1회 디 어워즈                 | 디 어워즈 딜라이츠 블루 라벨상      | 수상      |
| 2025 | 제1회 디 어워즈                 | 베스트 비디오상                     | 수상      |
| 2025 | 제1회 디 어워즈                 | 올해의 노래상                       | 수상      |
| 2025 | 아시아 스타 엔터테이너 어워즈   | 더 플래티넘상                       | 수상      |
| 2025 | 아시아 스타 엔터테이너 어워즈   | 송 오브 디 이어상                   | 수상      |
| 2025 | 아시아 스타 엔터테이너 어워즈   | 아티스트 오브 디 이어상             | 수상      |
| 2025 | 제34회 서울가요대상             | 본상                                | 수상      |
| 2025 | 제34회 서울가요대상             | 월드 베스트 아티스트상              | 수상      |